# BD-10°3166 b
BD-10°3166 b (بالإنجليزية: BD-10°3166 b)‏ الذي يرمز له بالرمز BD-10 3166b، هو كوكب خارج المجموعة الشمسية، في كوكبة الباطية، يتبع BD-10°3166 ‏.

## الاكتشاف
اكتشف في 22 أبريل 2000.